# Clorato reduttasi
La clorato reduttasi è un enzima appartenente alla classe delle ossidoreduttasi, che catalizza la seguente reazione:
AH2 + clorato ⇄ A + H2O + clorito
Le flavine o il benzilviologeno possono agire come accettori.